# Mary Fitton
Mary Fitton (ou Fytton), baptisée le 24 juin 1578 et morte en 1647, est une dame de compagnie élisabéthaine qui devient demoiselle d'honneur de la  reine Elizabeth. Elle est connue pour ses liaisons scandaleuses avec William Herbert, 3e comte de Pembroke, le vice-amiral Sir Richard Leveson, et d'autres. Elle est considérée par certains comme la « Dark Lady » des sonnets de Shakespeare.

## Biographie

### Famille
Mary Fitton est baptisée le 24 juin 1578 à Gawsworth Hall près de Macclesfield. Elle est la fille de Sir Edward Fitton de Gawsworth, Cheshire et d'Alice Halcroft. Elle a au moins trois frères et sœurs : sa sœur aînée Anne, qui épouse John Newdigate en 1587 à l'âge de douze ans, et deux frères. Un de ses frères est Edward Fitton.

### Vie à la cour

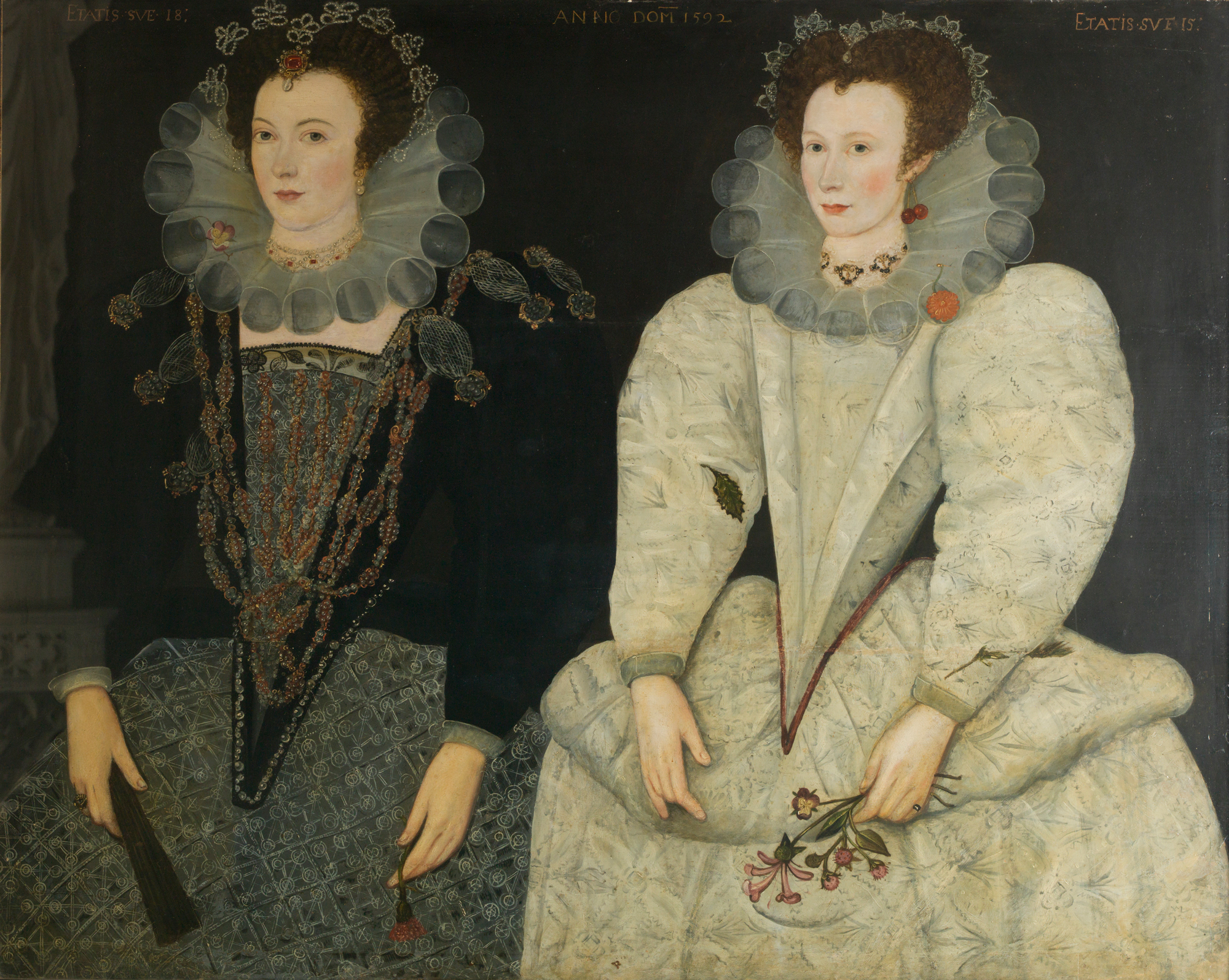
Double portrait par un artiste inconnu de sa sœur Anne Newdigate et Mary Fitton en 1592

Mary Fitton devient demoiselle d'honneur de la reine Elizabeth vers 1595. Son père la recommanda aux soins de Sir William Knollys, contrôleur de la maison de la reine. Knollys lui promet : « Je serai aussi attentif à son bien-être que si j'étais son véritable père. » mais Knollys, alors âgé de cinquante ans et marié, devient bientôt le prétendant de Mary Fitton. Il écrit sa passion à la sœur de cette dernière et nomme même « Mary » la nièce de Mary, qu'il parraine. Son engouement est bien connu et fait l'objet de moqueries à la cour.
En janvier 1599, Mary doit quitter la cour et retourne chez son père à Charing Cross parce qu'elle est malade et « mal à l'aise ». Elle souffre d'un mélange de symptômes physiques et mentaux que les élisabéthains appellent « suffocation de la mère », probablement une forme d'hystérie. De retour à la cour, elle refuse Knollys.
En juin 1600, Mary dirige une danse dans le masque célébrant le mariage à la mode de Lady Anne Russell, petite-fille du comte de Bedford, avec Henry Somerset, futur marquis de Worcester, dans résidence de Lord Cobham à Blackfriars. Sous la conduite de Mary, les servantes exécutent une danse allégorique et choisissent ensuite des remplaçantes dans le public.  Mary choisit audacieusement la reine, lui disant qu'elle représente l'affection (qui signifie alors l'amour passionné), ce à quoi la reine répond : « L'affection ? L'affection est fausse ». Le masque est peut-être inhabituel, car à d'autres occasions, les nobles danseurs (surtout les femmes) prononcent rarement des discours.
William Herbert, futur comte de Pembroke, est connu pour avoir assisté à cette danse. Mary Fitton devient sa maîtresse et tombe bientôt enceinte. En février 1601, Pembroke est envoyé à la prison de la Fleet après avoir admis sa paternité mais il refuse d'épouser sa maîtresse. Mary Fitton est placée chez Lady Margaret Hawkins, la veuve de Sir John Hopkins, pour son internement. En mars 1601, elle donne naissance à un petit garçon qui meurt aussitôt (peut-être de la syphilis, dont on pense que Pembroke aurait souffert).
Mary Fitton et Pembroke sont renvoyés de la cour.

### Vie après la cour
Mary ne semble pas aussi gênée par l'affaire que son père, qui la considère comme une déchéance sociale. Knollys tente une nouvelle fois de la courtiser, mais Mary reste ferme. Elle a une liaison avec le vice-amiral Sir Richard Leveson, marié, et lui donne deux filles. Il lui laisse 100 livres à sa mort en 1605 (sa femme, souffrant d'une grave maladie mentale, est confiée aux soins de son père).
Après cela, elle a une liaison avec le capitaine William Polwhele, l'un des officiers de Leveson. Elle met au monde un fils qui est vraisemblablement le sien. Sa mère, scandalisée, écrit à son autre fille, mariée, « une honte telle qu'une femme du Cheshire n'en a jamais eue, pire maintenant que jamais. Ne m'écrivez plus rien à son sujet ». Même le mariage de Mary avec Polwhele n'apaise pas sa mère, qui qualifie Polwhele de « très vaurien ».
À la mort de son mari en 1610, Mary doit s'occuper d'un fils et d'une fille. Elle se remarie avec un capitaine du Pembrokeshire nommé John Lougher. Lougher est un « gentleman lawyer » et un ancien député, qui a déjà siégé à la cour de haute commission de York. Il meurt en 1636. Elle meurt en 1647 et est inhumée à Gawsworth, laissant une petite propriété galloise à sa fille qui s'est mariée et a elle-même des enfants. Son fantôme est réputé hanter Gawsworth Old Hall.

## Shakespeare
Sa relation avec Herbert est à la base de l'affirmation selon laquelle Fitton était la dark lady des sonnets de Shakespeare. Herbert est l'un des principaux candidats à l'identité du Fair Youth, un personnage qui trahit le poète en ayant une liaison avec la Dark Lady, d'où l'idée que Fitton pourrait être la dame. La suggestion a été faite pour la première fois par Thomas Tyler dans son édition des sonnets de 1890. Elle a été reprise par Frank Harris dans plusieurs ouvrages, dont The Women of Shakespeare and Shakespeare and his Love. Son influente biographie The Man Shakespeare affirme que Fitton a ruiné la vie de Shakespeare et qu'il est mort « le cœur brisé par l'amour de la dark lady ».
Les chercheurs contemporains n'ont pas donné suite à ces affirmations. Paul Edmondson et Stanley Wells affirment que « son étoile a pâli lorsqu'on a découvert qu'elle était blonde ». Rien dans sa biographie n'indique qu'elle connaissait Shakespeare. Elle avait des contacts littéraires ; William Kempe, qui était clown dans la compagnie de Shakespeare, a dédié son Nine Daies Wonder (1600) à « Mistress Anne Fitton », demoiselle d'honneur d'Elizabeth. Il s'agit peut-être d'une erreur, car c'est Mary, et non sa sœur Anne, qui a été demoiselle d'honneur de la reine Elizabeth I. Un sonnet adressé à Mary Fitton figure dans le volume d'Anthony Munday intitulé A Womans Woorth defended against all the Men in the World.

## Correspondance de Mary Fitton
Les lettres écrites à Anne Newdigate, la sœur de Mary Fitton, ont été conservées dans les archives de la famille Newdigate. Dans les années 1890, ces lettres ont été transcrites et publiées par Lady Newdigate-Newdegate (l'épouse de Sir Edward Newdigate-Newdegate),.